# Ди Джованни, Агостино

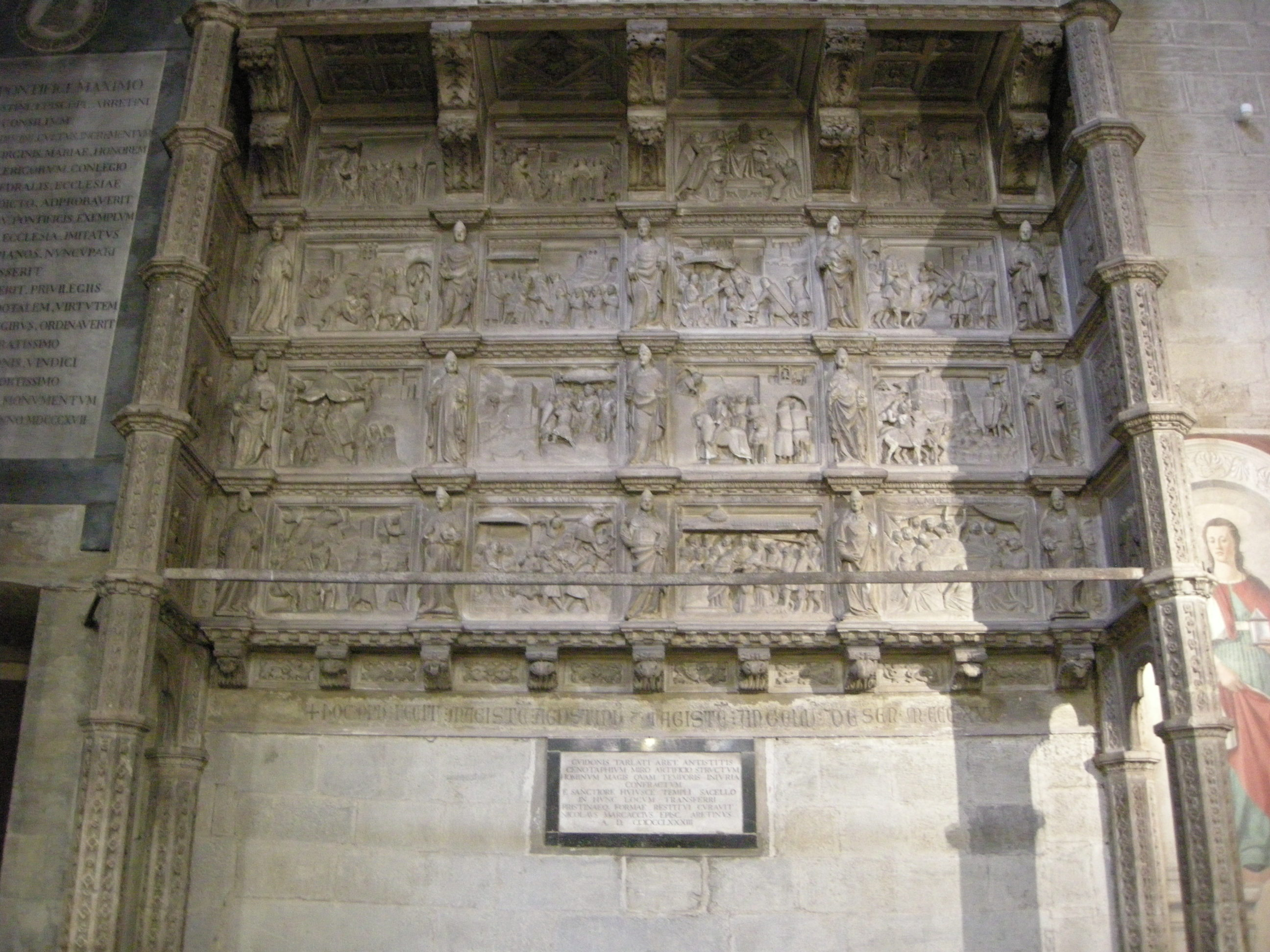
Кенотаф Тарлати в соборе Ареццо.

Агостино ди Джованни или Агостино да Сиена (ок. 1285 — ок. 1347) — итальянский скульптор и архитектор, чьи годы творческой активности приходятся на 1310 — 1347 годы.

## Биография
Согласно автору жизнеописаний творцов эпохи Возрождения Джорджо Вазари, Агостино родился в семье сиенских скульпторов и архитекторов и учился своему искусству у Джованни Пизано. В 1285 году в возрасте 15 лет, согласно Вазари, он участвовал в работе над фасадом Сиенского собора с Пизано. Однако современные исследователи относят этот год к предполагаемому году его рождения, и что скорее всего он учился у Камаино ди Кресцентино, отца Тино ди Камаино.
В документах Агостино чаще всего упоминается как партнёр в работе других мастеров, таких как Аньоло ди Вентура, с которым он выполнял кенотаф Гвидо Тарлати в Соборе Ареццо (датированный 1330 годом). Согласно всё тому же Вазари, Агостино и Аньоло работали также в качестве архитекторов, чьи проекты некоторых зданий Сиены были воплощены: Порта Романа, Торре дель Мангиа (его участие в возведении задокументировано 1339 годом). Также Агостино упоминается в связи со строительством укреплений городка Массы-Мариттимы.
Точная дата смерти мастера неизвестна, существует документ, свидетельствующий о том, что 27 июня 1347 года его уже не было среди живых. Его сыновья Джованни и Доменико также были скульпторами.